# Der Nächste, bitte!
Der Nächste, bitte! ist eine französische Komödie unter der Regie von Pascal Chaumeil, die im Jahr 2012 Premiere feierte. Im deutschsprachigen Raum kam sie am 21. März 2013 in die Kinos.

## Handlung
Der Film beginnt mit einer Rahmenhandlung: Es ist Weihnachten in Paris. Solange und ihr zweiter Ehemann Edmond feiern zusammen mit Solanges Tochter Corinne und deren zweitem Mann Patrick. Sie haben auch Valérie eingeladen, die frisch geschiedene Chefin von Corinne. Um sie aufzumuntern, erzählen sie ihr die romantische Liebesgeschichte von Isabelle, Corinnes Schwester: 
Die Zahnärztin Isabelle versucht dem „Familienfluch“, dass jede erste Hochzeit in einer Scheidung endet, zu entgehen. Seit zehn Jahren ist sie mit Pierre, mit dem sie gemeinsam eine Praxis führt, zusammen. Sie führen ein Leben ohne besondere Aufregungen, gehen jeden Montag mit Corinne und Patrick zum Bowling und fahren immer zur selben Jahreszeit in den Urlaub. Isabelle möchte bald Kinder – wegen des Fluches ohne zu heiraten –, Pierre will damit aber aus Rücksicht auf seine religiöse Mutter bis nach der jetzt geplanten Hochzeit warten. Damit sie beide nicht vom Familienfluch ereilt werden, heckt Isabelle gemeinsam mit ihrer Schwester einen Plan aus: Sie zahlt einem dänischen Studenten 5000 Euro, damit er sie zum Schein in Kopenhagen heiratet. Am selben Tag noch wollen sie sich wieder scheiden lassen. So wäre der ahnungslose Pierre Ehemann Nummer zwei und der Fluch vorbei. Auf dem Flug nach Dänemark sitzt Isabelle neben dem Reiseführerautor Jean-Yves Berthier, der über Kopenhagen auf dem Weg nach Kenia ist. Diese erste Begegnung ist gleich von Unhöflichkeiten und Jean-Yves’ Dauergeschwafel geprägt. Am Flughafen von Kopenhagen muss Isabelle feststellen, dass der Student sie versetzt hat. Nach einem verzweifelten Telefonat mit ihrer Schwester, die ihr rät, irgendeinen Mann schnell zu heiraten, heftet sich Isabelle an Jean-Yves‘ Fersen. Sie checkt ebenfalls für den Flug nach Kenia ein und wendet nun jegliche Tricks an, um den Autor zu verführen, erträgt seine Marotten, schwindelt und täuscht Interessen vor, die sie gar nicht hat (außer fürs Bowling), aber Jean-Yves scheint resistent. Bei einem Ausflug durch die Wüste zum Kilimandscharo entkommen sie nur knapp einem Löwen, ihr Mietwagen wird gestohlen und sie müssen die Nacht in der Wüste verbringen. Am nächsten Morgen werden sie von einer Gruppe Massai entdeckt, gerettet und in ihr Dorf eingeladen. Dort findet gerade eine Hochzeit statt. Der zukünftige Ehemann läuft durch ein Spalier singender Dorfbewohner und verschwindet in einer Hütte. Die Braut folgt ihm wenig später und besiegelt die Ehe mit ihrem Betreten der Hochzeitshütte. Isabelle sieht nun endlich ihre Chance, Jean-Yves zur Ehe zu nötigen. Unter einem Vorwand schickt sie ihn in eine Hütte und folgt ihm dann: Nach Massai-Recht sind sie nun verheiratet und Jean-Yves ist überglücklich. Bei der Ankunft in Paris wimmelt Isabelle ihn allerdings sofort ab, ohne die Adressen und Telefonnummern auszutauschen. Trotzdem spürt Jean-Yves sie im Bowlingcenter auf. Isabelle vertröstet ihn, sie bräuchte mehr Zeit, um die Umstände ihrem „Ex“ zu erklären. Als Jean-Yves dann in ihrer Zahnarztpraxis auftaucht, malträtiert sie ihn mit zahllosen Betäubungsspritzen, damit er sich nicht bei Pierre outet. Sie erklärt ihm nachdrücklich, dass diese „Ehe“ ein Fehler war. Enttäuscht fliegt Jean-Yves in seine langjährige Reiseautoren-Heimat, nach Moskau. Inzwischen will Isabelle auf dem Standesamt ihr und Pierres Hochzeitsdatum eintragen lassen in dem Glauben, die Massai-Ehe sei in Frankreich nicht rechtsgültig, muss aber zu ihrem Entsetzen feststellen, dass Jean-Yves die Ehe sofort nach Rückkehr aus Kenia hat registrieren lassen: Isabelle ist definitiv verheiratet. Mit den Scheidungspapieren und einem fiesen Plan im Gepäck reist sie sofort nach Moskau. Sie gaukelt Jean-Yves Reue und Liebe vor, nur um sich so verstörend zu benehmen, dass sich Jean-Yves freiwillig von ihr trennen würde. Er durchschaut ihren Plan schon nach wenigen Tagen und unterschreibt die Papiere. Zur Wiedergutmachung und aus Dankbarkeit überredet Isabelle ihn dazu, den letzten Tag vor ihrer Abreise zusammen zu verbringen. Sie haben eine wirklich schöne gemeinsame Zeit miteinander, und auch Jean-Yves‘ unerschöpflichen Wissensquell kann Isabelle nun ungestresst genießen. Zurück in Paris scheint sie etwas depressiv, stellt auch fest, dass Pierre wohl eigentlich gar keine Kinder haben will. Sie ist plötzlich angeödet von ihrem komfortablen, immer gleichen Alltag und Pierres konventionellen Einstellungen. Sie trennt sich von ihm und erkennt zu spät, dass sie sich in Jean-Yves verliebt hat. Nach einigen Monaten der Trauer erträgt Isabelle ihre Situation nicht mehr und beginnt, Jean-Yves zu suchen. Er hat sich in die Normandie zurückgezogen, wo er als Fremdenführer in einer Kirche arbeitet. Isabelle beobachtet ihn unbemerkt einige Zeit, tritt dann eines Tages in der Kirche auf ihn zu und bittet ihn um eine neue Chance. Jean-Yves zögert, die Verletzungen sind zu groß. Da öffnet sich das Kirchenportal und ihre Retter aus der Wüste, die Massai, kommen singend und tanzend herein. Isabelle hat auch alle Freunde Jean-Yves‘ aus Moskau eingeladen und führt mit ihnen einen russischen Tanz auf, um Jean-Yves zu becircen. Überwältigt gibt er ihr sein Ja-Wort.
Der Film schließt mit der Rahmenhandlung. Valérie weint vor Rührung und wundert sich, warum Isabelle und Jean-Yves nicht mit ihnen feiern. Die beiden sind aber gerade aus beruflichen Gründen in Südamerika unterwegs. Da erscheint ein weiterer Gastː Es ist Isabelles Ex Pierre, der inzwischen den Trennungsschmerz überwunden hat. Es wird deutlich, dass er und Valérie verkuppelt werden sollen, und sie verstehen sich auch auf Anhieb.

## Kritik
„Es beginnt buchstäblich mit Adam und Eva: das ewige Thema Mann und Frau. Solange die Menschheit Bestand hat, wird es Beziehungen geben und die werden immer Stoff für Kinofilme bieten. Dieses Rad lässt sich nicht neu erfinden, aber man kann ihm einen pfiffigen Dreh geben. Einen solchen hat der französische Regisseur Pascal Chaumeil, der 2010 mit der romantischen Komödie „Der Auftragslover“ ein erfolgreiches Debüt feierte, für seinen zweiten Spielfilm „Der Nächste, bitte!“ gefunden: Er gab der deutschen Schauspielerin Diane Kruger die Chance, ihr komödiantisches Können unter Beweis zu stellen. Bisher war die Kosmopolitin in erster Linie für mehr oder weniger dramatische Rollen bekannt – von Wolfgang Petersens Monumentalfilm „Troja“ über Quentin Tarantinos Historiengroteske „Inglourious Basterds“ bis hin zum Kostümdrama „Leb wohl, meine Königin!“ –, doch hier zeigt sie sich über weite Strecken gekonnt witzig. Zur Seite steht Kruger Frankreichs Comedy-Superstar Dany Boon („Willkommen bei den Sch'tis“) und gemeinsam macht das ungleiche Protagonisten-Paar aus „Der Nächste, bitte!“ eine amüsante romantische Komödie.“

“...good-looking but structurally problematic pic...
The couple’s chemistry is persuasive, especially in the crucial second half, and Chaumeil again demonstrates a keen eye for balancing character and situational comedy against a glamorous backdrop. That the film itself doesn’t entirely convince is mainly due to a structural flaw: Genre conventions demand that Isabelle and Jean-Yves fall for each other despite their differences, which paints the story’s supposed Mr. Right, Pierre, into a corner, forcing the screenplay to jump through several ill-motivated hoops to solve this problem. That said, the pic’s church-set finale impressively brings together many earlier elements without resorting to wedding-themed chestnuts.”

„...gutaussehender Film mit strukturellen Schwächen... 
...Die Chemie zwischen den beiden überzeugt, vor allem in der entscheidenden zweiten Hälfte, und Chaumeil zeigt wieder einmal ein genaues Gespür für die Balance zwischen Charakter- und Situationskomik vor einem glamourösen Hntergrund. Dass der Film selbst nicht ganz überzeugt, ist hauptsächlich einem strukturellen Formfehler geschuldet: Die Genrekonventionen verlangen, dass sich Isabelle und Jean-Yves trotz ihrer Unterschiede ineinander verlieben. Das bringt Pierre, den vermeintlichen Mr. Right in der Geschichte, in Bedrängnis und zwingt das Drehbuch zu mehreren unmotivierten Schleifen, um dieses Problem zu lösen. Nichtsdestotrotz führt jedoch das Filmfinale, das in einer Kirche spielt, viele frühere Elemente eindrucksvoll zusammen, ohne auf abgeschmackte Hochzeitswitze zurückzugreifen.“

## Produktion
Die Dreharbeiten fanden drei Wochen in Frankreich und fünf weitere in Belgien, in der Nähe von Place de Brouckère statt. Vor allem die letzten 10 Minuten im Film fanden in der Kirche Saint-Géry in Braine-le-Comte statt. Sieben Tage wurde in Moskau in Russland gedreht und zwei Wochen benötigten die Dreharbeiten im Dorf der Massai in Kenia.